# Torpedo suessii
Torpedo suessii, el torpedo del Mar Rojo, es una especie de raya torpedo. Esta especie vive en el Mar Rojo en Yemen y la localidad tipo se encuentra en el puerto de Perim. Esta especie tiene grandes manchas de color marrón oscuro con contornos de color marrón claro. Esta especie está catalogada como en peligro crítico de extinción, posiblemente extinta, ya que no se ha visto desde 1898.